# Ортис Торибио, Мануэль
Мануэ́ль Орти́с Тори́био (исп. Manuel Ortiz Toribio; род. 22 августа 1984, Уэльва), более известный как Лоло (исп. Lolo) — испанский футболист, защитник клуба «Пуна Сити».

## Биография

### Клубная карьера
Лоло является воспитанником «Севильи». В 2002 году Мануэль дебютировал за вторую команду клуба в третьем испанском дивизионе. В сезоне 2006/07 его гол в ворота «Бургоса» позволил команде выйти во второй испанский дивизион.
В декабре 2007 года Лоло дебютировал за «Севилью» в гостевом матче группового этапа Лиги чемпионов против пражской «Славии» (3:0). В марте 2008 года Лоло дебютировал в высшем испанском дивизионе в матче против «Депортиво Ла-Корунья» (1:2). Однако несмотря на это в сезоне 2007/08 Лоло являлся игроком второй команды, выступая в Сегунде.
В сезоне 2008/09 Лоло был отдан в аренду «Малаге», за которую провёл 26 матчей в сезоне на позиции опорного полузащитника. В том сезоне Лоло удалось четыре раза поразить ворота соперников, в том числе в победных матчах: со «Спортингом» (1:0) и «Вальядолидом» (2:1).
В октябре 2009 года после возвращения из аренды, Лоло продлил контракт с «Севильей» до июня 2011 года. 10 апреля 2010 года Лоло впервые забил за «Севилью» в чемпионате, в матче против «Малаги» (2:1).
В августе 2010 года Лоло подписал четырёхлетний контракт с «Осасуной». В первом сезоне за баскскую команду, Лоло стал игроком основного состава, играя на позиции центрального защитника. Он отметился голами в победных матчах с «Эркулесом» (3:0) и «Эспаньолом» (4:0). В следующем розыгрыше национального чемпионата он появлялся на поле в 28 матчах из 38 возможных, ещё один раз поразив ворота противника, на этот раз это случилось в 22 января 2012 года в домашнем матче с «Валенсией» (1:1).